# Thelypodiopsis alpina
Thelypodiopsis alpina là một loài thực vật có hoa trong họ Cải. Loài này được (Standl. & Steyerm.) Rollins miêu tả khoa học đầu tiên năm 1976.